# Stivideni
Stivideni je bio hrvatski satirični rock sastav iz Splita. 
Stivideni su na Splitskoj televiziji imali svoju emisiju Stividenska posla.
Stivideni su osnovani 1995. godine. Uglavnom su svirali satirični rock i parodizirane obrade starih hitova. Ostvarili su nekoliko uspješnica: Idemo na Bačvice, Ići mići, Papadžo, Stipe, Stipe, Ja sam seljak, a živim u gradu, Krolj škojića, Svu tvoju ljubav, Kellmendi bojziz, Tvornički puknut.

## Diskografija
- Po mojim stopama, Croatia Records, 1997.
- Čudo, Orfej, 1999.
- Stividenska posla, Millennium Records, 2001.
- EP uživo (na Evala Splite, Croatia Records, 2000.)